# Hülsen (Bergisch Gladbach)
Hülsen ist ein Ortsteil im Stadtteil Katterbach der Stadt Bergisch Gladbach  im Rheinisch-Bergischen Kreis.

## Lage und Beschreibung
Hülsen liegt an der Kempener Straße zwischen Kempen und Katterbach. Durch den Ausbau der Straße in den 1970er Jahren sind einige Häuser entfallen. An der Hoflage steht heute ein großes Einzelhandelsgeschäft. Die Straße Hülsenanger erinnert an die Ortschaft.

## Geschichte
Das Paffrather Lehnsgut Hülsen ist in der Erbhuldigung des Amtes Porz im Jahr 1666 namentlich erwähnt.
Die Topographia Ducatus Montani des Erich Philipp Ploennies, Blatt Amt Porz, belegt, dass der Wohnplatz 1715 als gemeiner Hof kategorisiert und mit Hülsen bezeichnet wurde. Carl Friedrich von Wiebeking benennt die Hofschaft auf seiner Charte des Herzogthums Berg 1789 als Huls. Aus ihr geht hervor, dass Hülsen zu dieser Zeit Teil der Honschaft Paffrath im Amt Porz war.
Unter der französischen Verwaltung zwischen 1806 und 1813 wurde das Amt Porz aufgelöst und Hülsen wurde politisch der Mairie  im Kanton Bensberg zugeordnet. 1816 wandelten die Preußen die Mairie zur Bürgermeisterei Gladbach im Kreis Mülheim am Rhein. Mit der Rheinischen Städteordnung wurde Gladbach 1856 Stadt, die dann 1863 den Zusatz Bergisch bekam.
Der Ort ist auf der Topographischen Aufnahme der Rheinlande von 1824 und auf der Preußischen Uraufnahme von 1840 als Hülsen verzeichnet. Ab der Preußischen Neuaufnahme von 1892 ist er auf Messtischblättern regelmäßig als Hülsen verzeichnet.
Aufgrund des Köln-Gesetzes wurde die Stadt Bensberg mit Wirkung zum 1. Januar 1975 mit Bergisch Gladbach zur Stadt Bergisch Gladbach zusammengeschlossen.
| Jahr | Einwohner | Wohn- gebäude | Kategorie | Bemerkung     |
| ---- | --------- | ------------- | --------- | ------------- |
| 1822 | 38        |               | Hofstelle |               |
| 1845 | 49        | 5             | Hofstelle | in den Hülsen |
| 1871 | 57        | 9             | Hofstelle |               |
| 1885 | 43        | 8             | Wohnplatz |               |
| 1895 | 56        | 12            | Wohnplatz |               |
| 1905 | 77        | 14            | Wohnplatz |               |

Hülsen gehörte zur (Pfarr-)Gemeinde Paffrath.